# Peno
Peno (ruso: Пе́но) es un asentamiento de tipo urbano de Rusia, capital del ókrug municipal homónimo en la óblast de Tver.
En 2021, el asentamiento tenía una población de 3359 habitantes.
Se ubica a medio camino entre las ciudades de Ostáshkov y Andreápol. El asentamiento está construido sobre un tramo del curso alto del río Volga en el que este río forma lagos: al oeste del pueblo se ubica el lago Peno y al este el lago Volgo.

## Historia
Fue fundado en 1905-1906 como poblado ferroviario. En su construcción inicial destacó el apoyo financiero de Sava Morózov, quien planificó la construcción de una industria maderera que empezaría a funcionar en 1911; el crecimiento derivado de esta industria llevó a que varias aldeas se incorporaran a su casco urbano. La Unión Soviética le dio el estatus de capital distrital en 1929 y el de asentamiento de tipo urbano en 1930.